# 48636 Huangkun
48636 Huangkun è un asteroide della fascia principale. Scoperto nel 1995, presenta un'orbita caratterizzata da un semiasse maggiore pari a 2,2949390 UA e da un'eccentricità di 0,2199952, inclinata di 3,70475° rispetto all'eclittica.